# Atrichopogon flavipluma
Atrichopogon flavipluma är en tvåvingeart som beskrevs av Remm 1993. Atrichopogon flavipluma ingår i släktet Atrichopogon och familjen svidknott. Inga underarter finns listade i Catalogue of Life.